# Virodaya Cinkaiariyan
Virodaya Cinkaiariyan, (tamoul : வீரோதய சிங்கையாரியன்), de son nom royal Pararacacekaran IV, est un roi du royaume de Jaffna, dans l'actuel Sri Lanka. Il fait partie de la dynastie Ârya Chakravarti. 

## Biographie
Pendant son règne, les Vanniar, chefs des villages du Vannimai, incitaient les cingalais à se rebeller, et ils vont faire une rébellion que VIrodaya arrêtera.